# R.P.M.
R.P.M. is een Amerikaanse dramafilm uit 1970 onder regie van Stanley Kramer.

## Verhaal
Eind jaren 60 bezetten studenten een universiteit in Californië. Een hoogleraar die bekendstaat om zijn progressieve en non-conformistische ideeën, wordt benoemd tot rector. Wanneer de studentenrevolte uit de hand dreigt te lopen, wordt hij gedwongen om een kant te kiezen.

## Rolverdeling
| Acteur            | Personage            |
| ----------------- | -------------------- |
| Anthony Quinn     | Prof. F.W.J. Perez   |
| Ann-Margret       | Rhoda                |
| Gary Lockwood     | Rossiter             |
| Paul Winfield     | Steve Dempsey        |
| Graham Jarvis     | Henry J. Thatcher    |
| Alan Hewitt       | Hewlett              |
| Ramon Bieri       | Brown                |
| John McLiam       | Dominee Blauvelt     |
| Don Keefer        | Decaan George Cooper |
| Donald Moffat     | Perry Howard         |
| Norman Burton     | Trainer McCurdy      |
| John Zaremba      | Rector Tyler         |
| Ines Pedroza      | Estella              |
| Teda Bracci       | Studente             |
| Linda Meiklejohn  | Studente             |
| Bruce Fleischer   | Student              |
| David Ladd        | Student              |
| John David Wilder | Student              |
| Jose Brad         | Student              |
| Raymond Cavaleri  | Student              |
| Henry Brown       | Student              |
| Frank Alesia      | Student              |
| Bob Carricart     | Student              |